# Okrężnica bagienna
Okrężnica bagienna (Hottonia palustris L.) – gatunek roślin wodnych z rodziny pierwiosnkowatych. Występuje w Europie z wyjątkiem jej południowych i północnych krańców oraz na izolowanych stanowiskach w Azji Mniejszej i na Syberii. W Polsce gatunek rodzimy, pospolity na niżu, rzadszy na pogórzu i w niżej położonych obszarach górskich, wyżej w górach brak. 

## Morfologia

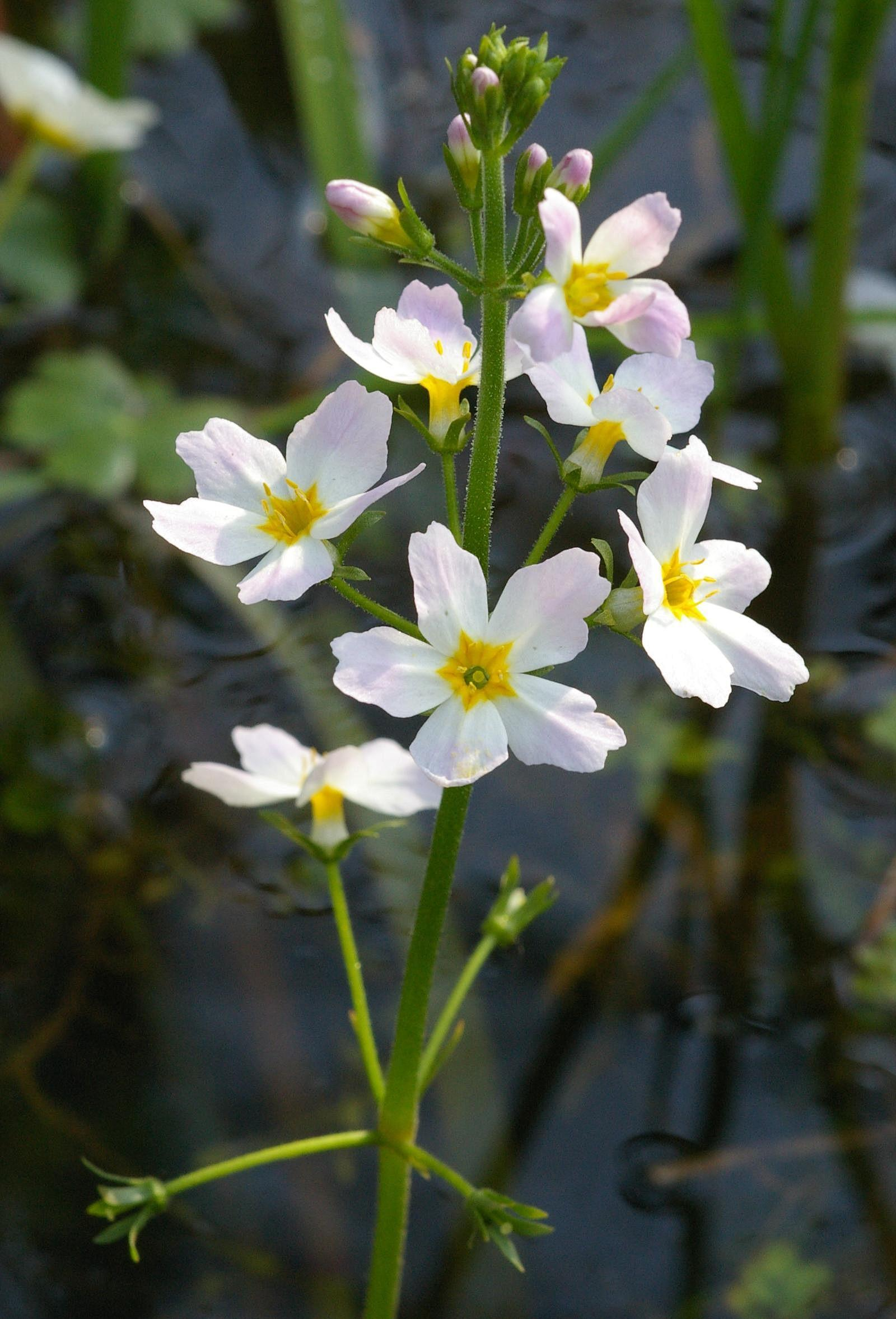
Kwiatostan

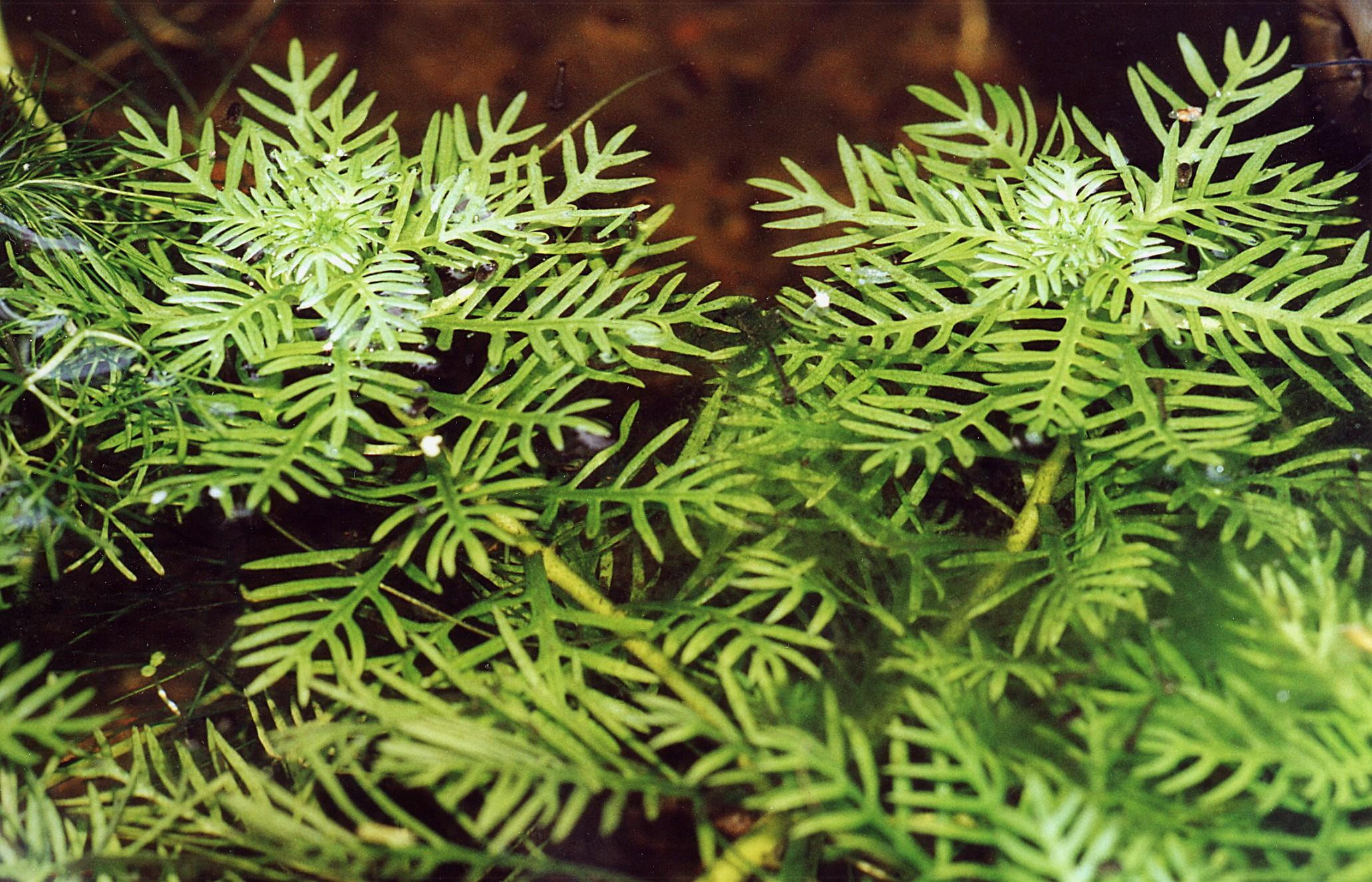
Liście podwodne

PokrójBylina wodna z czołgającymi się, zakorzenionym w dnie wód kłączem i wzniesionej łodydze wysokości do 80 cm.
ŁodygaProsto wzniesiona, wysokości 15-50 (80) cm.
LiścieLiście łodygowe w okółkach, u nasady kwiatostanu zebrane w różyczkę. Liście podwodne grzebieniastosieczne, o odcinkach nitkowatych, połyskujące, nagie, długości 2-8(13) cm, szerokości 2,5-5,9 cm.
KwiatKwiaty obupłciowe, zebrane w grona, długie do 30 cm, po 3-6 w okółkach, w kątach wąskich przysadek, białe, różowawe do liliowych, w gardzili żółte, różnosłupkowe. Kielich 5-krotny, o łatkach równowąskich, zrośniętych u nasady, długości 4-6 mm. Korona średnicy do 2 cm, lejkowata, o pięciu jajowatych płatkach, na szczycie słabo wyciętych, dołem zrośniętych w rurkę. Pręcików pięć, słupek jeden, zalążnia górna.
OwocTorebka długości 3-6 mm.

## Biologia i ekologia

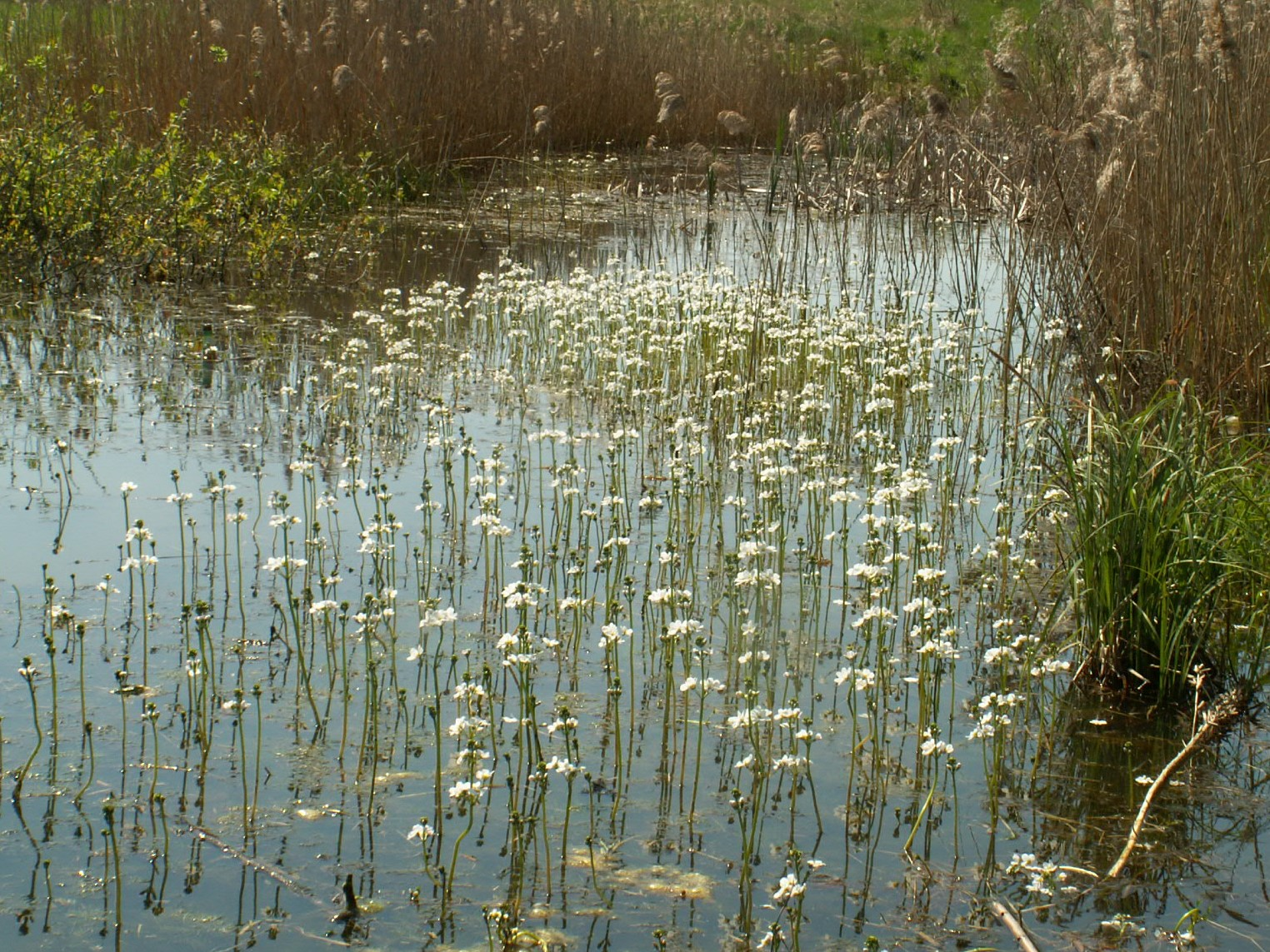
Siedlisko okrężnicy

Bylina, hydrofit. Kwitnie w Polsce od maja do lipca. Liczba chromosomów 2n = 20. Występuje w żyznych wodach stojących, tworząc zwarte fitocenozy, głównie w starorzeczach, rowach, stawach i zbiornikach astatycznych. Zasiedla miejsca dość płytkie, do głębokości kilkunastu centymetrów. Preferuje podłoża muliste i torfowe.  W klasyfikacji zbiorowisk roślinnych gatunek charakterystyczny dla związku (All.) Hottonion.

## Zastosowanie
Jest uprawiana jako roślina ozdobna, w oczkach wodnych oraz akwariach zimnowodnych. Może być uprawiana w wodzie stojącej lub lekko płynącej. Rozmnaża się łatwo przez oddzielanie ukorzenionych fragmentów.